# Лагундо
Лагу́ндо (итал. Lagundo), также Альгу́нд (нем. Algund) — коммуна в Италии, располагается в регионе Трентино — Альто-Адидже, в провинции Больцано.
Население составляет 4166 человек (2001), плотность населения составляет 181 чел./км². Занимает площадь 23 км². Почтовый индекс — 39022. Телефонный код — 0473.
Покровителем коммуны почитается святой Иосиф Обручник, празднование 19 марта.

## Города-побратимы
- Этценрихт, Германия